# Orlando Jordan
Orlando Mason Jordan (* 21. April 1974 in Salem, New Jersey) ist ein US-amerikanischer Wrestler, der vor allem für seine Zeit bei World Wrestling Entertainment (WWE) bekannt ist.
Jordan ist der Cousin von Dwayne Johnson, der unter dem Namen „The Rock“ ebenfalls als Wrestler aktiv ist.

## Karriere

### World Wrestling Entertainment (2002–2006)
Nachdem Jordan 2000 sein Profi-Debüt gab, fing er 2002 an, für die WWE zu arbeiten, wo er beim SmackDown-Roster aktiv war.
Für einen Abend war er WWE-Champion (da John „JBL“ Layfield an diesem Abend kampfunfähig war), als er den Titel gegen den Undertaker verteidigen sollte. Das Match endete in einen Disqualifikationssieg gegen Orlando Jordan, sodass er den Titel wieder an JBL weitergab.
Dadurch wurde er Mitglied von John Bradshaw Layfields Stables The Cabinet. Hier agierte er als Chief of Staff (derjenige, der unter anderem die Angestellten verwaltet) und half Layfield oft, dessen Matches zu gewinnen. In umgekehrter Weise, also mithilfe von Layfield, konnte Jordan am 3. März 2005 den WWE United States Championship von John Cena gewinnen.
Nachdem Jordan den Titel beim Summer Slam an Chris Benoit  verloren hatte, begann für ihn die wohl größte Fehde seiner Karriere. In dieser gab es einige Matches, in denen Jordan nach weniger als 25 Sekunden verlor. Nachdem diese Fehde beendet war, verließ er The Cabinet. Jordans weitere Zeit in der WWE verlief dann weitestgehend unbedeutend, und so wurde er im Mai 2006 entlassen.

### Independent (2006–2010)
Nach seiner Entlassung war Jordan in verschiedenen kleineren Promotionen aktiv, vor allem bei Nu-Wrestling Evolution und New Japan Pro-Wrestling. Dabei gewann bei der erstgenannten Promotion die NWE World Heavyweight Championship. Diesen Titel verlor er an den Ultimate Warrior am 25. Juni 2008.

### Total Nonstop Action Wrestling (2010–2011)

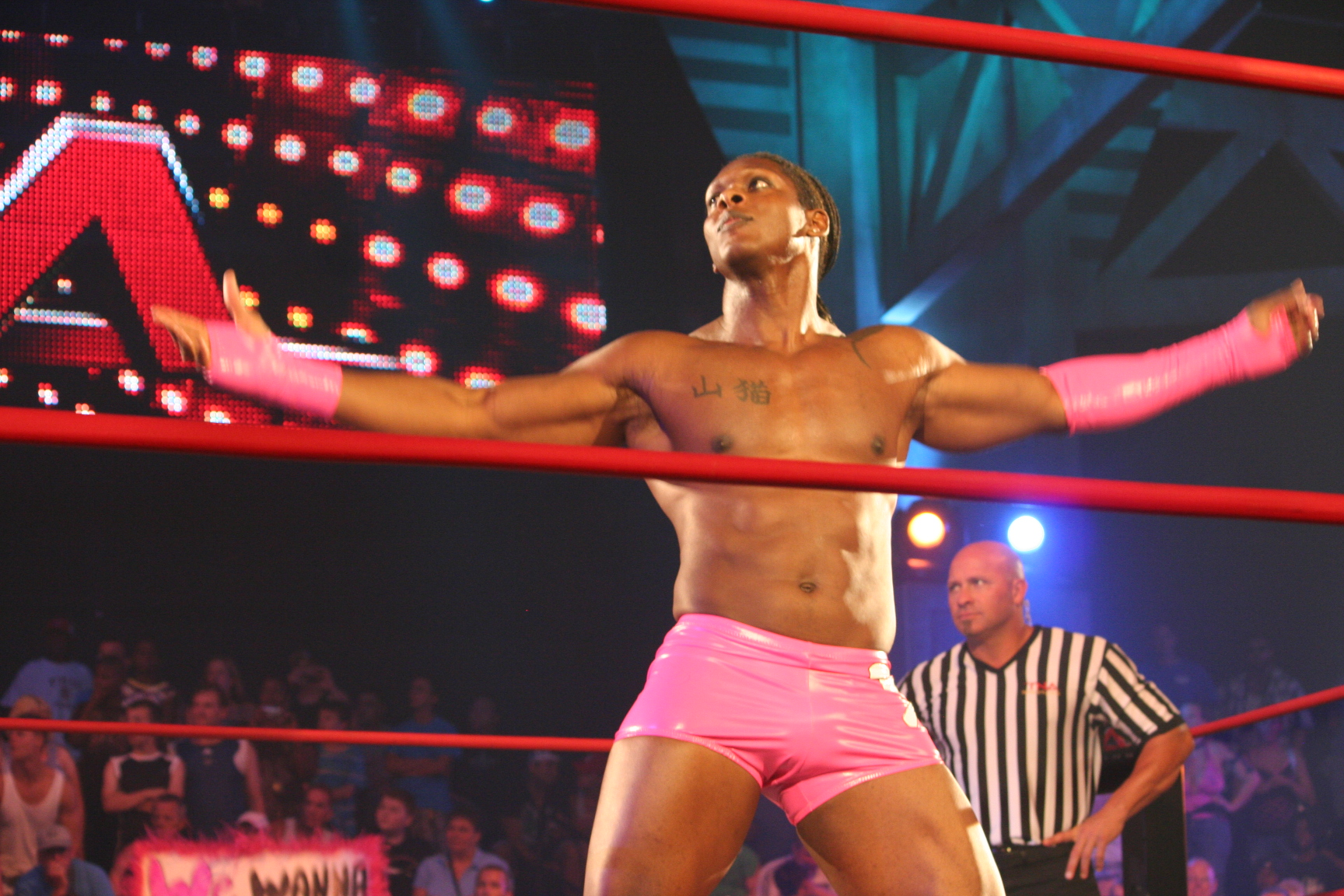
Orlando Jordan im Juli 2010

Während der 3-stündigen Live-Ausgabe von TNA iMPACT! am 4. Januar 2010 gab Jordan sein Debüt in einem Backstagesegment für Total Nonstop Action Wrestling. Sein erstes Match bestritt er am 21. Januar siegreich gegen D’Angelo Dinero. In der Zeit danach nahm er das Gimmick eines bisexuellen an (zu dieser Orientierung steht er auch offen in seinem Privatleben). Dabei fehdete er unter anderem gegen den damaligen TNA Global Champion Rob Terry. Anschließend bildete Jordan ein Tag Team mit Eric Young. Am 11. Juli 2011 wurde er entlassen.
Am 10. Oktober 2013 heiratete Jordan seine Ehefrau in Australien.

## Titel

### Profi
- Maryland Championship Wrestling

- 1× MCW Heavyweight Championship

- TNT Pro Wrestling

- 1× TNT Tag Team Championship – mit Heidenreich

- Nu-Wrestling Evolution

- 1× NWE World Heavyweight Championship

- World Wrestling Entertainment

- 1× WWE United States Championship

### Amateur
- 3× National Wrestling Champion
- 2× All-American Wrestling Champion
- 3× Central Region (Richmond, VA) Wrestling Champion
- 1× Virginia Commonwealth Games Freestyle Wrestling Champion
- 1× Virginia State Wrestling Champion (AAA)